# Eugène Joullot
Eugène Émile Joseph Joullot (Bourganeuf, 2 de agosto de 1872 – Arcachon, 13 de abril de 1941) foi um dramaturgo, compositor e cantor francês.

## Biografia
Suas peças foram apresentadas nos maiores palcos parisienses, como o Théâtre du Palais-Royal, o Grand-Guignol, o Théâtre de Cluny, o Bataclan, etc.
Escreveu as letras de mais de quatrocentas canções com músicas de, entre outros, Gustave Goubli, Léo Daniderff, Émile Spencer ou Félix Chaudoir... Suas canções foram interpretadas, entre outros, por Monique Morelli, Félix Mayol, Yves Montand, Georgette Plana, Les Charlots ou Édith Piaf. O mais famoso continua sendo Verdun! On ne passe pas, uma canção patriótica de 1916 escrita com Jack Cazol que foi criada por Adolphe Bérard, Jules Wolf ou mesmo Gustave Botiaux.

## Obras
Teatro

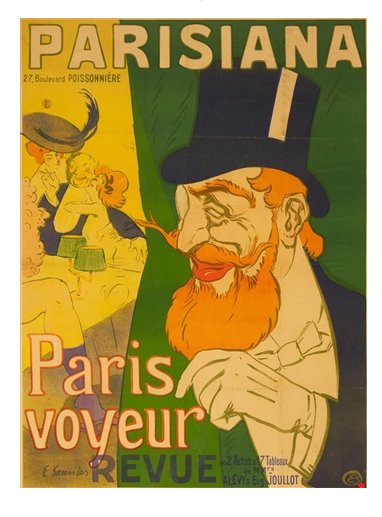
Cartaz de Édouard Saunier para Paris Voyeur (por volta de 1908).

- Une fausse perquisition, duo saynète, música de Félix Chaudoir, 1897
- J'en veux ! Il m'en faut !, letra de Joullot e Fernand Disle, música de Félix Chaudoir, 1898
- Leçon de morale !, saynète-duo, revisão em um ato e duas tabelas, 1898
- L'Aigledindon, paródia alimentar em 1 ato e 1 prólogo, 1900
- Les Petits Mystères de l'Exposition, folie-vaudeville em 1 ato, 1900
- La Couverture, vaudeville em 1 ato, com Georges Cellier, 1901
- L'Oncle Lapoire, vaudeville em 1 ato, com Cellier, 1901
- L'Affaire Kracfort, ou le Coffre-fort mystérieux, folie-vaudeville en 3 actes, avec Georges Fernoux, 1902
- Le Coffre-fort mystérieux, folie-vaudeville em 3 atos, com Georges Fernoux, 1902
- La Remplaçante, vaudeville  em 1 ato, 1902
- Les Apaches du grand monde, drama em 5 atos e 9 cenas, 1903
- Le Dossier Balandard, comédia em 1 ato, 1903
- Le Lapin !, esquete duo, música de Boussagol e Raphaël Beretta, 1903
- Les Étapes d'une chanteuse, playlet, música de Bernard Boussagol, 1904
- M'avez-vous vu ?, cena cômica, letra e música de Eugène Joullot, 1904
- Paris s'amuse ! ou l'Escapade de Clairette, opereta fantasiosa em 2 atos e 7 cenas, 1905
- Le Major Ipéca, peça militar em 3 atos, com André Mouëzy-Éon, 1906
- Mam'zelle Pantalon, opereta vaudeville em 2 atos e 3 cenas, com Georges Arnould, 1906
- Paris-voyeur, resenha em dois atos e dezessete pinturas, com Alévy, 1908
- La Veuve soyeuse, opereta-fantasia em 2 atos e 5 cenas, com Henry de Farcy de Malnoe, 1909
- L'Enfant du mystère, 1910
- Le Bec de canard, monólogo, com Alphonse Crozière, 1910
- Nocturne des derniers chopins, monólogo, 1910
- L'Amour en Espagne, opereta em 2 atos, com Alévy e Maurice Mareuil, música de Joaquin Valverde, 1912
- Le Court-circuit, peça em 1 ato, 1916
- L'expérience du Major Dick, com Edmond Joullot, 1934
- Le Tendron d'Achille, com Edmond Joullot, 1938, 1938[3].
- L'Enlèvement en automobile, opereta fantasiosa em dois atos e três cenas, sem data
- Fécondité, comédia em um ato, sem data
- Un monsieur qui marronne, vaudeville em um ato, sem data
- Une plage d'amour, opereta em 2 atos, com Raphaël Adam, sem data

Ensaio
- Histoires de théâtre et de music-hall, suivies d'un Dictionnaire humoristique d'argot théâtral, 1933